# Tangzhong
 (avril 2020).

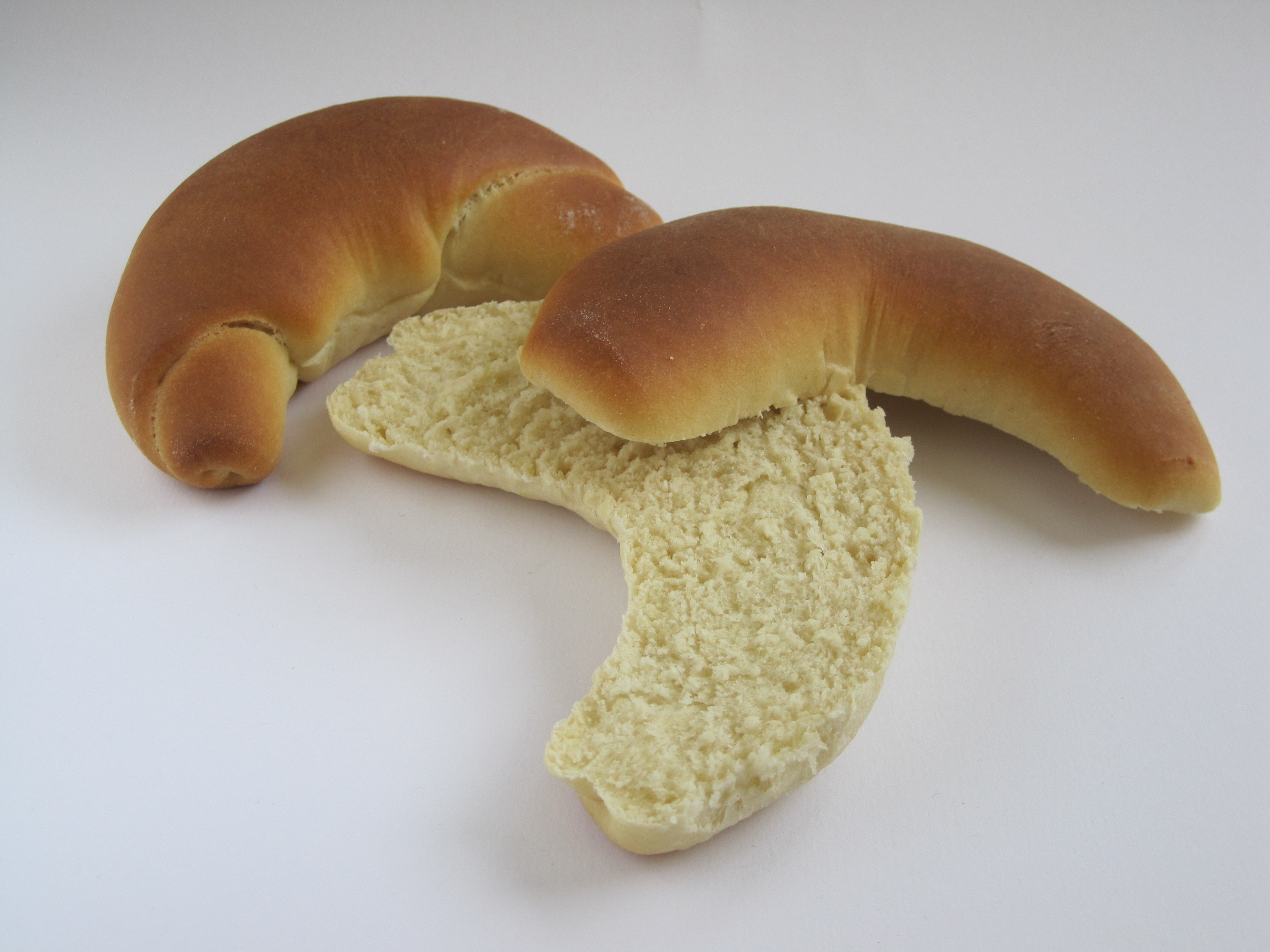
Pain au lait préparé à partir de tangzhong.

Le tangzhong ou roux d'eau est un roux de farine cuit à l'eau ou au lait, utilisé pour améliorer la texture du pain, en aérant sa texture. La farine est cuite à 65 °C dans l'eau, ce qui provoque la gélatinisation de son amidon. 
Cette préparation retient l'humidité de façon que, quand elle est ajoutée à la pâte à pain, elle lui donne une texture aérée et améliore sa durée de conservation[réf. nécessaire].